# Un mauvais garçon (téléfilm)
Pour les articles homonymes, voir Un mauvais garçon (homonymie).
Pour plus de détails, voir Fiche technique et Distribution.
Un mauvais garçon est un téléfilm français réalisé par Xavier Durringer et diffusé, pour la première fois en Belgique, le 31 janvier 2020 sur La Une et, en France, le 5 février 2020 sur France 2.

## Synopsis
Benoît Delage, mari exemplaire, bon père de famille et professeur d'université, va voir son existence bouleversée le jour où son passé va être révélé : dans sa jeunesse, il a purgé une peine de dix-huit ans de prison pour avoir tué un policier.

## Fiche technique
- Réalisation : Xavier Durringer
- Scénario : Olivier Gorce et Sabrina Compeyron, d'après une idée originale de Patrice Duhamel
- Directeur de la photographie : Gilles Porte
- Montage : Romain Rioult
- Décors : Éric Durringer
- Costumes : Jürgen Doring
- Ingénieur du son : Madone Charpail
- Musique : Nicolas Errèra
- Producteur : Simone Harari Baulieu
- Société de production : Effervescence Fiction
- Durée : 91 minutes
- Pays :  France
- Genre : drame
- Date de première diffusion : 
  -  Belgique : 31 janvier 2020 sur La Une
  -  France : 5 février 2020 sur France 2

## Distribution
- Richard Anconina : Benoît Delage
- Isabelle Renauld : Cécile Delage
- Judith Magre : Gisèle Delage
- Alexandre Desrousseaux : Théo Delage
- Juliette Gillis : Lola Delage
- Rachid Hafassa : Idriss Doumane
- Jean-Claude Dauphin : Yves Fontanelle
- Andréa Ferréol : Catherine Fontanelle
- Laurent Olmedo : Guillaume
- Raymond Acquaviva : M. Bergoumieux
- Éric Savin : Lieutenant Ferret
- Guillaume Pannetier : L’étudiant hostile

## Réception critique
Pour Allociné, « Le scénario pose de nombreuses questions rarement évoquées en fiction - Peut-on recommencer à zéro et retrouver une vie normale ? Comment affronter le jugement des proches et de la société ? - mais peine à nous emporter totalement, la faute à une intrigue qui met trop de temps à se déployer et à des personnages secondaires quelque peu insipides, pas vraiment aidés par des dialogues pas toujours des plus fins. (...) Mais rien que pour quelques séquences très fortes et la justesse des comédiens principaux - Richard Anconina et Isabelle Renauld en tête, ce téléfilm, qui s'impose comme une alternative bienvenue aux nombreuses fictions policières qu'on nous propose semaine après semaine, mérite le détour. ».
Pour Télécâble Sat Hebdo, « Le droit à l’oubli et à la rédemption est au cœur de ce téléfilm juste et fin dans toutes ses composantes : la réalisation, qui ne s’appesantit jamais dans les situations, le scénario, qui ne surligne pas et conserve la complexité du sujet, et l’interprétation, toute en retenue. Fort, actuel et finement incarné. ».
Pour Moustique, « après Ne m'abandonne pas (2016) et La mort dans l'âme (2017), Xavier Durringer confirme son attrait pour les sujets sensibles et son talent de réalisateur ».

## Audiences
En France, le téléfilm arrive deuxième de la soirée le 5 février 2020 derrière TF1, avec 3,16 millions de téléspectateurs, soit 14,7 % du public .